# Генріх I Боклерк
Генріх I Боклерк (вересень 1068 — 1 грудня 1135) — молодший син Вільгельма I Завойовника, король Англії (1100–1135 рік) і герцог Нормандії (1106–1135 рік). За легендою Генріх I відрізнявся ученістю, за що отримав своє прізвисько (фр. Beauclerc — добре обізнаний). Наслідував королівство після брата Вільгельма II Рудого.
Правління Генріха I було відмічено відновленням єдності англонормандської монархії після перемоги над братом Робертом II Куртгезом в 1106 році, а також цілою серією адміністративних і фінансових реформ, які лягли в основу державної системи Англії епохи середньовіччя. Зокрема, була створена Палата шахівниці, виникла традиція затвердження англійськими монархами хартій вільностей, впорядковані місцева адміністрація і судова система. Шлюб Генріха I з Матильдою Шотландською, спадкоємицею англосаксонських королів, став важливою віхою на шляху зближення нормандської аристократії і англосаксонського населення країни, що пізніше призвело до виникнення англійської нації. Генріх I не залишив після себе дітей чоловічої статі, і після його смерті в Англії почалася тривала громадянська війна між його дочкою Матильдою і племінником Стефаном.

## Юність
Генріх був наймолодшим сином англійського короля Вільгельма I Завойовника й Матильди Фландрської. Він народився десь між травнем 1068 і травнем 1069 року в Йоркширі, ставши таким чином єдиним сином Вільгельма I, народженим в Англії після нормандського завоювання. Своє ім'я юний принц отримав на честь короля Франції Генріха I. Відповідно до звичаїв того часу, Генріха, як наймолодшого в родині, первинно готували до церковної кар'єри, чим, вочевидь пояснювалась ретельніша освіта, у порівнянні з його старшими братами Робертом й Вільгельмом. Очевидно, що він був першим після завоювання королем Англії, що володів англосаксонською мовою. Тим не менше, точних даних про вчителів Генріха й місця, де він здобував освіту, немає, тому, ймовірно, захват середньовічних хроністів стосовно рівня освіченості майбутнього короля були сильно перебільшеними.
Перед своєю смертю 1087 року Вільгельм Завойовник розділив свої володіння між двома старшими синами: Роберт Куртгез отримав Нормандію, а Вільгельм Руфус — Англію. Генріху ж він заповів лише 5 000 фунтів срібла, що, однак, зробило юного принца одним з найбагатших аристократів Англії.
Згодом йому вдалось за 3 000 фунтів придбати у герцога Роберта півострів Котантен і область Авранш. Це дозволило Генріху відіграти важливу роль у боротьбі між старшими братами за об'єднання спадкових володінь Вільгельма Завойовника, що розгорнулась у 1090-их роках.
У 1090 році Генріх підтримав герцога Роберта проти Вільгельма Руфуса і взяв участь у жорстокому придушенні повстання городян Руана, але вже наступного року, коли англійський король висадився в Нормандії, перейшов на бік останнього. Невдовзі, однак, Вільгельм і Роберт примирились й обернули свої сили проти Генріха. Війська старших братів вторглись у Котантен й вигнали звідти Генріха. Залишений усіма, він виїхав у Вексен й кілька років прожив там практично жебраком. За легендою, відданими йому залишались тільки три людини: священик, лицар та зброєносець, що поїхали з ним.
Пізніше Генріху вдалось примиритись із братами й він повернувся в Англію. У 1094 році за підтримки Вільгельма Генріх знову відвоював значну частину Котантену, незважаючи на опір інших великих нормандських баронів на чолі з Робертом Беллемським.

## Характер
Від своїх пращурів з Нормандської династії Генріх успадкував сильний характер. Але, окрім того, як і інші діти Вільгельма він був непривітним, жорстоким, скупим і розпутним, що проявилось у численних позашлюбних зв'язках короля. Хоч він володів англосаксонською мовою й періодично загравав з корінним населенням країни, Генріх, як і інші нормандські аристократи, зневажав англосаксів, та, коли став королем, не призначав їх на адміністративні й церковні посади. Однак з усіх синів Вільгельма Завойовника, лише Генріх успадкував державницькі таланти батька, що забезпечило його правлінню в Англії стабільність і дозволило значно підвищити ефективність функціонування державного апарату.
Генріх I також дуже любив екзотичних тварин. У Вудстоку було організовано королівський звіринець, де, зокрема, утримувались леви, леопарди, рисі, верблюди й улюбленець короля — їжатець, подарований королю Гійомом де Монпельє.
Як і у його попередників, головною розвагою Генріха було полювання. Територія королівського лісу у період його правління істотно зросла, а покарання за незаконне полювання стали жорстокішими, аж до смертної кари.

## Вступ на престол
2 серпня 1100 року Генріх разом із деякими іншими нормандськими аристократами брав участь у тому полюванні в лісі Нью-Форест, під час якої короля Вільгельма було несподівано убито випадковою стрілою. Є версія, що убивство короля було умисним, й було частиною змови групи баронів, на чолі з Гілбертом Фітц-Річардом, в якій міг брати участь і сам Генріх. Як би там не було, ледве звістка про смерть Вільгельма поширилась серед мисливців, Генріх, кинувши на землі труп брата, чимдуж поскакав у Вінчестер й заволодів королівською казною. Наступного дня англонормандські барони обрали його королем, незважаючи на протести прихильників старшого брата, герцога Роберта, який повертався у цей час із Першого хрестового походу. Вже 5 серпня Генріх був коронований королем Англії у Вестмінстері.
У перші місяці свого правління Генріх I провів велику роботу з легітимізації своєї влади й завоювання довіри населення. Вперше в англійській історії король під час коронації підписав хартію вольностей, де засудив методи управління свого попередника та пообіцяв керуватись винятково принципами справедливості й турботи про підданих. Він негайно звернувся до Ансельма, вигнаного архієпископа Кентерберійського, й запросив його повернутись до країни, обіцяючи задоволення його вимог. Головний радник Вільгельма II Ранульф Фламбард був кинутий до в'язниці. 11 листопада 1100 року Генріх I став до шлюбу з Матильдою, дочкою короля Шотландії Малколма III й Маргарити Святої, онуки англосаксонського короля Едмунда Залізнобокого. Це надало додаткової міцності претензіям Генріха I на англійський престол. Йому також вдалось завоювати підтримку короля Франції, чий син і спадкоємець взяв участь у першому засіданні Великої королівської ради Генріха I.

## Завоювання Нормандії
На початку 1101 року, в Нормандію повернувся Роберт III Куртгез, оточений ореолом слави тих подвигів, які він здійснив у хрестовому поході. У той самий час із Тауера втік Ранульф Фламбард, який приєднався до герцога Роберта й почав готувати нормандське вторгнення до Англії. На підтримку претензій Куртгеза на англійський престол стала частина англійських баронів, в тому числі Роберт Беллемський, граф Шрусбері, який контролював значну територію на заході країни. Однак король діяв швидко: у всі графства було надіслано підтвердження коронаційної хартії Генріха I та його клятви про «добре правління», король особисто керував підготовкою англосаксонського фірда, навчаючи селян методам опору лицарській кінноті, й забезпечив собі підтримку духовенства на чолі з архієпископом Ансельмом. Це принесло свої плоди: повстання 1101 року не набуло того розмаху, як заколот Одо, єпископа Байо, 1088 року, й більшість англійських баронів зберегли вірність королю.
Хоча 21 липня 1101 року війська герцога Роберта несподівано висадились у Портсмуті та невдовзі захопили Вінчестер, подальше їхнє просування було зупинено. В Алтоні брати уклали мирну угоду: Роберт визнавав Генріха королем Англії в обмін на виплату щорічної пенсії в розмірі 3000 марок й відмову Генріха від усіх його земель в Нормандії, за винятком Домфрона. Король також гарантував амністію учасникам повстання.
Однак, лишень загрозу престолу Генріха I було усунено, обіцянка амністії була забута. У 1102 році король конфіскував землі й титули Роберта Беллемського, головного прибічника Куртгеза в Англії, та захопив його замки. Втеча Роберта до Нормандії забезпечила королю привід для відновлення війни зі своїм братом. Вторгнення до Нормандії було добре підготоване: Генріх I уклав угоди про союз та військову допомогу з усіма сусідами Нормандського герцогства (королем Франції, графами Фландрії й Анжу, герцогом Бретані). У самій Нормандії значна кількість баронів і міст схилялись до підтримки англійського короля. Вже у 1104 році Генріх I здійснив перший похід до Нормандії, укріпивши Домфрон, розмістивши англійські гарнізони в замках своїх прибічників та змусивши герцога Роберта поступитись йому Евреським графством. На початку 1105 року крупна англійська армія висадилась у Котантені й невдовзі підкорила весь півострів, а також територію Нижньої Нормандії до Кана. У 1106 році англійці, яких підтримували контингенти з Анжу, Фландрії й Бретані, взяли в облогу Таншбре, важливу фортецю на схід від Авранша. Для зняття блокади прибув сам герцог Роберт, який, незважаючи на чисельну перевагу супротивника, вирішив дати генеральну битву. Битва під Таншбре 28 вересня 1106 року завершилась цілковитою перемогою Генріха I. Нормандці були розбиті, а герцог Роберт потрапив у полон. В результаті Нормандію було завойовано і єдність англонормандської монархії часів Вільгельма Завойовника відновлено.

## Правління Генріха I

### Політика в Нормандії
Завоювавши Нормандію, Генріх I досить швидко відновив державну адміністрацію, що існувала за часів Вільгельма Завойовника. Землі та замки, роздані Робертом Куртгьозом нормандським баронам, були повернуті у герцогський домен. Самовладдю баронів й розбрату було покладено край: король жорстоко карав усіх порушників громадського спокою. Фортеці, незаконно зведені місцевими феодалами, були зруйновані. Центральна влада в герцогстві різко посилилась, а впорядкування фіскальної та судової систем дозволило значно підвищити фінансові надходження від Нормандії у державну казну. Головною проблемою, тим не менше, залишалась лояльність місцевої аристократії. Хоч герцог Роберт до своєї смерті 1134 року перебував під арештом в Англії, його син Вільгельм Клітон був на свободі й не полишав претензій на престол Нормандії. Це не дозволяло Генріху I надовго залишати герцогство й послабляти свій контроль над нормандськими баронами, дехто з яких відкрито підтримували Клітона (Роберт Беллемський, Аморі де Монфор), а згодом і Жоффруа Анжуйського. Більше половини з двадцяти дев'яти років, що минули після битви під Таншбре до смерті Генріха I, король провів у Нормандії. За його відсутності управління герцогством зазвичай здійснював провідний радник короля з нормандських справ Жан, єпископ Лізьйо.

### Політика в Англії
Правління Генріха I в Англії характеризувалось значним посиленням королівської влади й важливими реформами, спрямованими на створення централізованого адміністративного апарату. Королівська курія набула чіткішої структури, було створено систему сплати для вищих державних посад. Залучення середнього та дрібного лицарства на службу при дворі сприяло зародженню в Англії чиновництва. Функції окремих підрозділів курії стали більш спеціалізованими. Головним нововведенням в адміністративній сфері стало затвердження Палати шахівниці — вищого органу фінансового управління й суду. Шерифи графств перестали представляти інтереси місцевих баронів й перетворились на королівських чиновників, що керували виконанням королівської волі на місцях, збирали державні прибутки й регулярно звітували перед Палатою шахівниці та самим королем.
Генріх I наказав також проводити засідання судів графств і сотень у тих самих місцях та з тією самою періодичністю, як і за часів Едуарда Сповідника. Хоча король практично не видавав нових законів та зберігав правову систему англосаксонського періоду, його постійна особиста участь у судочинстві й суворий нагляд за роботою королівських чиновників на місцях сприяли впорядкуванню судової системи та впровадженню ефективніших форм судочинства, зокрема було розширено застосування суду присяжних, а використання таких архаїчних інституцій, як ордалія та судові двобої, скоротилось.
Для фінансування державних видатків король почав активно вдаватись до збирання щитового збору, кошти від якого значною мірою йшли на утримання найманих загонів для ведення війн у Франції. Провідним радником Генріха I та ініціатором багатьох його адміністративних заходів був Роджер, єпископ Солсбері, канцлер і верховний суддя Англії, що неодноразово заступав короля під час його відсутності у країні.
У галузі конституційного права Генріх I поклав початок звичаю англійських королів підписувати під час своєї коронації хартії вольностей, в яких монархи обіцяли справедливе правління і брали на себе зобов'язання із захисту прав та інтересів різних верств населення.
Хартія вольностей Генріха I була затверджена 1101 року, коли його позиції на престолі були досить хиткими, і король намагався забезпечити собі підтримку англонормандської аристократії й духовенства. Згодом, коли влада Генріха посилилась, він почав ігнорувати обіцянки, дані під час коронації, і зловживати такими королівськими прерогативами, як стягнення рельєфів та платежів під час видання дочок баронів у шлюби, право опіки й утримання прибутків з вакантних церковних бенефіціїв. Тим не менше, хартія вольностей Генріха I відіграла значну роль у процесі формування механізмів обмеження королівської влади й лягла в основу Великої хартії вольностей 1215 року.
Генріх I активно заохочував розвиток міст та міського самоврядування в Англії. За нього почався викуп найбільшими містами країни прав самостійного збору податків та сплати їх безпосередньо до королівського казначейства — перші кроки на шляху завоювання англійськими містами внутрішньої автономії. Особливо велике значення мала хартія Генріха I для Лондона, яка окрім звільнення городян від сплати «данських грошей», торгових і митних зборів, надала право обрання власного шерифа й верховного судді.
Король також підтримував розвиток торгівлі, ремесел і шляхів сполучення в країні, даруючи різні привілеї містам і гільдіям купців та затверджуючи статути перших англійських ремісничих цехів.

### Церковна політика

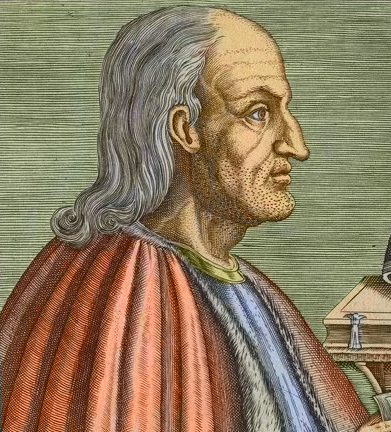
Ансельм,
архієпископ Кентерберійський

Одним із перших заходів Генріха I після його коронації стало звернення до архієпископа Ансельма, вигнаного за часів правління Вільгельма II, з проханням повернутись до Англії. Однак коли останній прибув у країну, він відмовився прийняти від короля інвеституру на земельні володіння Кентерберійського архієпископства, заявивши про неприпустимість втручання світської влади у справи церкви. Генріх I, зі свого боку, також не бажав відмовлятись від стародавньої прерогативи англійських королів інвестувати єпископів та абатів до їхнього рукопокладання. В результаті на територію Англії було перенесено боротьбу за інвеституру, що вже розгорілась у Німеччині та Франції.
Спроба знайти компроміс між королем та архієпископом не вдалась через різку позицію папи Пасхалія II, палкого прихильника григоріанської реформи. У 1103 році Ансельм, не маючи можливості виконувати обов'язки архієпископа без згоди короля, знову залишив Англію. Криза досягла кульмінації у 1105 році, коли папа відлучив від церкви англійських єпископів, що прийняли інвеституру від короля, а Ансельм погрожував відлученням самому Генріху I. Це змусило короля пом'якшити свою позицію, й 1107 року сторони дійшли згоди. Генріх I відмовився від права інвестувати прелатів кільцем і посохом і визнав свободу виборів єпископів, а Ансельм затвердив священнослужителів, які отримали інвеституру від Генріха I, й визнав право короля вимагати від обраних єпископів та абатів омажу до їхнього рукопокладення.
Умови угоди 1107 року були сприятливими для королівської влади, яка зберегла важелі впливу на процес обрання єпископів та абатів. Після смерті Ансельма 1109 року Генріх I повернувся до тієї політики стосовно церкви, яку провадив Вільгельм II: єпископські кафедри упродовж тривалого часу залишались вакантними, що дозволяло королю стягувати церковні прибутки до державної казни; відновилась практика стягнення рельєфу під час вступу єпископів та абатів у володіння своїми землями, засуджена церквою як гріх симонії; одружені священнослужителі зберігали свої пости за умови сплати штрафу королю. Стосунки духовенства з Римом було взято під контроль короля, а папа був фактично позбавлений контролю над англійською церквою.
Тим не менше, стосунки з папським престолом залишались досить доброзичливими, особливо у період понтифікату Калікста II, що був троюрідним братом Генріху I: папа виступив на боці Англії у її конфліктах з Францією та Анжуйським графством й підтвердив право англійських королів санкціонувати відрядження папських легатів до Англії.
У правління Генріха I в країні почалось відродження чернецького руху, що перебував у занепаді з часів нормандського завоювання. Король заохочував заснування монастирів, особливо цистерціанських, а також лікарень для бідних й лепрозоріїв. Сам Генріх I заклав Редінзьке абатство , де після своєї смерті й був похований.

### Зовнішня політика

#### Франція
Різке посилення Англійського королівства після приєднання Нормандії у 1106 році призвело до формування проти Генріха I потужної коаліції на континенті, яку очолив французький король Людовик VI Товстий, який вперше після тривалого періоду послаблення королівської влади у Франції розгорнув програму територіальної експансії.
Ворожо по відношенню до Генріха I були налаштовані графи Фландрії й Анжу. У 1110 році Фульк V Анжуйський успадкував Менське графство, яке вважалось васальним відносно Нормандського герцогства, однак відмовився скласти омаж Генріху I. Супротивники англійського короля знаходили також підтримку у частини нормандських баронів, невдоволених жорсткими методами правління Генріха. Єдиним відданим союзником короля на континенті був Тібо II, граф Блуа, син сестри англійського короля й непримиренний ворог короля Франції.
Більша частина терміну правління Генріха I в Нормандії пройшла у постійних війнах з сусідами. Перша війна (1111—1113) завершилась досить вдало: граф Фландрії у 1111 році був убитий; Роберт Беллемський, лідер нормандської опозиції, 1112 потрапив у полон; англійські війська захопили Алансон, а Фульк Анжуйський був змушений скласти омаж Генріху I за Мен. Король Франції залишався в ізоляції та запропонував Генріху I розв'язати конфлікт в особистому двобої, який, за легендою, відбувся в районі Жизора. В результаті у 1113 році Людовік VI визнав владу Генріха I не тільки в Нормандії, але і його сюзеренітет над Меном та Бретанью. Однак уже в 1116 році спалахнула нова війна. Хоча на полях битв англійці зазнали низки поразок, Генріху I вдалось шляхом дипломатії внести розкол у лави своїх супротивників. У 1119 році було укладено мирну угоду з Анжу, закріплену шлюбом дочки Фулька V Матильди й сина і спадкоємця Генріха I Вільгельма. У серпні 1119 року війська короля Франції були розбиті у битві під Бремюлем.
Причому, битва тривала недовго й була практично безкровною. За свідченням Ордеріка Віталія, у цій битві було вбито лише трьох лицарів.
Невдовзі за посередництва папи римського Генріх I і Людовік VI примирились, причому останній погодився відмовитись від підтримки претензій Вільгельма Клітона на престол Нормандії.
Після загибелі 1120 року єдиного законного сина Генріха, Вільгельм Клітон виявився спадкоємцем англійської корони. Цим скористались Фульк V Анжуйський і Людовік VI. У 1123 році в Нормандії спалахнуло повстання на підтримку Клітона, підтримане анжуйцями і французьким королем. Однак ефективні дії Генріха I, що захопив лідерів заколоту, дозволили швидко придушити виступ. Сили Людовіка VI тим часом виявились зв'язаними атакою на східні кордони Франції імператора Генріха V, союзника й зятя англійського короля. Становище ускладнилось 1127 року, коли французький король передав Вільгельму Клітону замки на нормандському кордоні та зробив його графом Фландрії. Лише несподівана смерть Вільгельма 1128 року зняла загрозу володінням Генріха I на континенті й остаточно закріпила Нормандію за англійським королем.
Свої зовнішньополітичні успіхи Генріх закріпив того ж року, видавши свою дочку і спадкоємицю Матильду в шлюб з Жоффруа Анжуйським, відірвавши тим самим Анжу від союзу з королем Франції. До кінця свого правління позиції Генріха I в Нормандії були надзвичайно міцними, експансія Франції зупинена, а зовнішня загроза англонормандській монархії ліквідована.

#### Німеччина
До правління Генріха I належить також важливе зовнішньополітичне досягнення — встановлення дружніх стосунків з Німеччиною, які у подальшому стали одним з наріжних каменів англійської політики. У 1109 році дочка Генріха I Матильда була заручена з імператором Священної Римської імперії Генріхом V. Після досягнення Матильдою повноліття, 7 січня 1114 року у Майнці відбулось їхнє весілля. Наслідком цього шлюбу стало тісне співробітництво двох держав на міжнародній арені, яке виявилось, зокрема, у спільних військових операціях проти Франції у 1124 році.
Розвитком політики зближення з Німеччиною стало одруження Генріха I після смерті його першої дружини з Аделізою Лувенською, дочкою Годфріда Бородатого, герцога Нижньої Лотарингії й першого ландграфа Брабанту, що домінував в імперській частині Нідерландів. Цей шлюб заклав основи тісного економічного й політичного співробітництва та союзу Англії і Брабанту, що існував упродовж всього середньовіччя.

#### Шотландія
З Шотландським королівством Генріх I також підтримував дружні стосунки. Зайнятий проблемами на континенті, король не прагнув підкорити Шотландію та переймався лише про безпеку своїх північних кордонів. Саме у цей період почалось активне проникнення англонормандського впливу в Шотландію: у 1100 році Генріх одружився з Матильдою, дочкою шотландського короля Малколма III; її брати, королі Олександр I і Давид I, навчались в Англії й також взяли собі за дружин представниць англійської аристократії. Ймовірно, обидва вони склали омаж Генріху I за володіння в Англії. Особливо прискорився процес англізації Шотландії у період правління Давида I (1124—1153), який залучив до своєї країни велику кількість англонормандських лицарів, наділивши їх землями, й почав перетворення державної та соціальної систем Шотландії за англійським феодальним зразком. До середини XII століття англійська мова стала панівною в Лотіані й інших рівнинних регіонах південної Шотландії. Сам Давид I був вихований в англонормандській культурній традиції, брав участь у війнах Генріха I в Нормандії, а за правом своєї дружини володів великими земельними володіннями в Англії й титулом графа Гантінгдона. Він одним з перших 1127 року визнав спадкоємицею англійського престолу дочку Генріха I Матильду й після смерті короля став найвідданішим її прибічником у боротьбі за корону Англії.

#### Уельс
Див. також: Нормандська експансія в Уельсі.
До початку правління Генріха I англонормандські барони, які глибоко просунулись на територію Уельсу в 1080-их роках, були відкинуті до попередніх кордонів в результаті повстання 1094 року. Спроба короля відновити позиції у Північному Уельсі та здійснена для цього експедиція до Гвінеду 1114 року провалилась: валлійці уникали битв і Генріху I не вдалось досягти жодних результатів, окрім визнання Гріфідом ап Кінаном, королем Гвінету, номінального сюзеренітету Англії.
Після уходу армії Генріха нормандців було витіснено за Клуїд. У Середньому Уельсі падіння Роберта Беллемського, графа Шрусбері, у 1102 році, також різко послабило англійський вплив, що призвело до відродження могутності валлійського королівства Повіс. Однак авантюри Овайна ап Кадугана призвели до конфронтації з королем Англії, в результаті чого до 1116 року територія і вплив Повіса сильно скоротились, а його правителі фактично втратили незалежність.
У Південному Уельсі правління Генріха I було періодом консолідації англонормандської влади. Південний край Пембрукширу було колонізовано фламандцями, які практично витіснили звідси корінне населення. Кередігіон у 1110 році перейшов під владу Гілберта де Клера; Брекнок став володінням Міля Глостерського, лорда-констебля Англії; Гламорган було завойовано Робертом Фітц-Гемоном, а по його смерті був подарований королем своєму незаконному сину Роберту. Нормандські феодали закріпились і в інших областях Південного Уельсу, а територія, що зберігалась під контролем місцевих князів, скоротилась до кількох кантревів. До 1135 року південна частина Уельсу фактично перетворилась на англійську провінцію. Однак влада нормандців все ще залишалась неміцною: одразу після смерті Генріха I спалахнуло масове повстання валлійців, що призвело до відновлення королівства Дехейбарт.

## Проблема спадкування і смерть
Від шлюбу з Матильдою Шотландською Генріх I мав двох дітей: дочку Матильду й сина Вільгельма. Вільгельма було визнано спадкоємцем Англії та Нормандії, однак 25 листопада 1120 року «Білий корабель», на якому Вільгельм повертався до Англії, затонув і всі, хто перебував на борту, загинули.
Це різко загострило династичну проблему: єдиним нащадком Вільгельма Завойовника за чоловічою лінією лишився Вільгельм Клітон, син нормандського герцога Роберта Куртгеза, який знаходився у в'язниці, й головний супротивник Генріха I на континенті. Відсутність законних синів змусила Генріха у 1121 році одружитись вдруге, однак нова дружина Аделіза Лувенська виявилась бездітною. Король наблизив до себе Стефана Блуаського, сина своєї сестри Адели Нормандської, якому думав передати престол у разі своєї смерті. Але 1125 року помер імператор Генріх V, чоловік дочки Генріха I Матильди, й вона здобула можливість повернутись до Англії. Вже у 1127 році Генріх оголосив Матильду своєю спадкоємицею та змусив англонормандських баронів скласти їй присягу вірності. Наступного року Матильда стала дружиною Жоффруа Мартела, правителя і спадкоємця Анжуйського графства, від якого у 1133 році народився син Генріх. Це, здавалось, розв'язало питання спадкування Англії. Однак значна частина англонормандської аристократії з невдоволенням ставилась до передачі престолу жінці й перспективи царювання у країні Анжуйської династії.
У серпні 1133 року Генріх I вирушив до Нормандії. Останні роки життя він провів тут зі своїм онуком, не маючи можливості повернутись до Англії через заворушення місцевих баронів, яких інспірував Жоффруа Мартел і Матильда. 25 листопада 1135 року в Ліон-ла-Форе, неподалік від Руана, король несподівано захворів, ймовірно отруївшись міногами. 1 грудня Генріх I помер. Його тіло було перевезено в Англію й поховано у заснованому королем абатстві Редінг.
Під час Реформації XVI століття абатство було зруйновано й точне місце поховання короля нині невідоме.
Хоч упродовж свого правління Генріху I вдалось значно посилити центральну владу в країні, відбити зовнішні загрози та придушити виступи внутрішньої опозиції, у стратегічному сенсі його досягнення були невеликими. Зберігалась ворожість сусідніх держав, передусім Франції й Анжуйського графства, а високий рівень централізації призвів до зростання невдоволення англонормандської аристократії, головної опори монархії.
Одразу після смерті Генріха I барони відмовились виконувати присягу вірності, дану його дочці Матильді, та, розраховуючи відновити свій вплив у країні, обрали королем Стефана Блуаського. Це стало початком громадянської війни й анархії в Англії, що розтягнулись майже на два десятиліття. Лише 1154 року, зі вступом на престол сина Матильди Генріха II, конфлікт було розв'язано, а в країні воцарилась династія Плантагенетів.
Генріх I був похований в Редінґському абатстві, але в XVI столітті абатство було розграбовано, а в 19 столітті на території колишнього абатства була побудована міська в'язниця, яку закрили в 2013 році.

## Родина
1 Дружина — Матильда Шотландська (1080—1118), представниця Дункельдської династії, донька Малкольма III (короля Шотландії) та Маргарити Англійської, онуки великого князя Київського Ярослава Мудрого.
Діти:
- Матильда (1102 — 1167) — майбутня королева Англії (1141), першим шлюбом (1114) з Генріхом V, імператором Священної Римської імперії, другим шлюбом (1128) з Жоффруа Мартелом, графом Анжуйським; і
- Вільгельм (5 серпня 1103 — 25 листопада 1120) — загинув в результаті кораблетрощі поблизу берегів Нормандії.

2 Дружина — Аделаїда Лувенська (бл. 1103 —1151)
Діти: не було
1 Коханка — Едіта
Діти:
- Матильда (1080-ті — 25 липня 1120) — графиня-консорт Першу. Загинула разом із своїм братом Вільгельмом та Річардом, в результаті затоплення корабля поблизу берегів Нормандії.

1 Коханка — Ансфріда
Діти:
- Юліана (1090 — після 1136) — дружина Євстафія Бретейського. Відома спробою вбити свого батька.
- Річард (1101 — 25 листопада 1120) — загинув разом зі своїми братом та сестрою Вільгельмом та Матильдою, в результаті затоплення корабля поблизу берегів Нормандії.
- Фульк — монах.

2 Коханка — Сибіла Корбе
Діти:
- Сибіла (бл. 1092 — 12/13 липня 1122) — королева-консорт Шотландії. Дружина Олександра I.
- Реджинальд (бл. 1110 — 1 липня 1175) — один з найбільших англійських магнатів та лідер партії прибічників своєї єдинокровної сестри, королеви Матильди.
- Матильда-Річардіна — дружина Вільгельма III (сеньйора Перш-Гує). Її потомками є більшість монархів сучасної Європи.

3 Коханка — Едіта Форн
Діти:
- Роберт (1093 — 1172) — був одружений з Матильдою (баронесою Окемптону). Мав одну дочку.

- Від Нест Ріс:

- Генріх (бл. 1100/4 — 1158)

Діти від невідомих:
- Роберт (бл. 1090 — 31 жовтня 1147) — один з найбільших англійських магнатів та лідер партії прибічників своєї єдинокровної сестри, королеви Матильди.
- Матильда — герцогиня-консорт Бретані. Дружина Конана III.

## Виноски
1. ↑  англ. Henry I Beauclerc; давн-англ. Heanrig